# Zandberg (Zelândia)
Zandberg (51° 18′ N, 4° 06′ L) é uma vila dos Países Baixos, na província de Zelândia. Zandberg (Zelândia) pertence ao município de Hulst, e está situada a 24 km sudoeste de Bergen op Zoom.
A área de Zandberg, que também inclui as partes periféricas da cidade, bem como a zona rural circundante, tem uma população estimada em 110 habitantes.